# Joel Hasse Ferreira
Joel Eduardo Neves Hasse Ferreira (Lisboa, 13 de julho de 1944 – 18 de março de 2022) foi um político português, foi membro do Partido Socialista de Portugal.

## Vida
Hasse Ferreira nasceu em Lisboa, Portugal. Foi deputado à Assembleia da República de 1983 a 1985, 1992 a 2001 e de 2002 a 2005. Foi deputado ao Parlamento Europeu de 2004 a 2009.
Joel graudou-se no Instituto Superior Técnico em engenharia civil em 1971. Foi professor na Nova Universidade de Lisboa e na Universidade Lusófona de Humanidades e Tecnologias.
Hasse Ferreira faleceu no dia 18 de março de 2022 em Lisboa aos 77 anos.